# Thomas Saunders Gholson
Thomas Saunders Gholson (* 9. Dezember 1810 in Gholsonville, Virginia; † 12. Dezember 1868 in Savannah, Georgia) war ein US-amerikanischer Jurist und Politiker. Der Kongressabgeordnete James Gholson (1798–1848) war sein Bruder und der Kongressabgeordnete Thomas Gholson (1780–1816) sein Onkel und Schwiegervater. Der Gouverneur des Washington-Territoriums Richard D. Gholson (1804–1862) war sein Cousin zweiten Grades.

## Werdegang
Thomas Saunders Gholson wurde ungefähr zwei Jahre vor dem Ausbruch des Britisch-Amerikanischen Krieges im Brunswick County geboren. Über seine Jugendjahre ist nichts bekannt. Irgendwann studierte er Jura und begann dann nach dem Erhalt seiner Zulassung als Anwalt zu praktizieren. Zwischen 1859 und 1863 bekleidete er das Richteramt in Virginia. 1863 wurde er in den zweiten Konföderiertenkongress gewählt, wo er von 1864 bis zum Ende der Konföderation 1865 tätig war. Wahrscheinlich nahm er nach dem Ende des Bürgerkrieges seine Tätigkeit als Jurist wieder auf. Er verstarb 1868 in Savannah (Chatham County) und wurde dann auf dem Blandford Cemetery in Petersburg (Virginia) beigesetzt.